# الحافة (سنحان)

تعديل مصدري - تعديل

الحافة هي إحدى قرى عزلة وادي الأجبار بمديرية سنحان وبني بهلول التابعة لمحافظة صنعاء، بلغ تعداد سكانها 455 نسمة حسب تعداد اليمن لعام 2004.